# Taslima Nasrin
Taslima Nasrin (Bengali: তসলিমা নাসরিন), (Urdu: تسلیما نسرین), også kendt som Taslima Nasreen, (født 25. august 1962 i Mymensingh, Bangladesh) er en bengalsk læge, forfatter, feminist, menneskeretsaktivist og sekulær humanist.